# Эриха
Эриха (араб. أريحا‎) — город в Сирии, мухафаза Идлиб. Центр одноимённого района. Расположен на высоте 587 м над уровнем моря. 

## История
Первое поселение на месте города возникло около 5 тысячелетий назад. Название города означает «запах цветов». В римскую и византийскую эпоху город Эриха входил в состав Антиохии и был важным духовным центром. 
Своего расцвета город достиг между 240 и 350 гг н.э. Затем Омар бен аль-Аас завоевал город в 637 г. Эриха последовательно входила в административный состав Халкиды, Алеппо и затем снова Халкиды. Красоту города отмечал в своих трудах Якут аль-Хамави. 
В 1516 ключи от Эрихи получил султан Салим I, в то время город относился к Джиср-эш-Шугуру. В 1809 году город получил статус внутренней автономии. В Эрихе до сих пор можно встретить большое число зданий, захоронений, хранилищ и стен времён Римской и Византийской империй.

## Район
В районе выращивают вишню, инжир. К району Эрихи относятся 55 городов и деревень и более 44 сельхоз ферм.

## Туризм
Живописная природа с окружающими горами, родники с чистой водой, зелёные бульвары, множество исторических памятников привлекают в Эриху туристов со всей Сирии.